# Ulcus hypertonicum Martorell
Das Ulcus hypertonicum Martorell, oder Hypertensive ischämische Arteriolosklerose ist eine seltene und sehr schmerzhafte Form eines Unterschenkelgeschwürs (Ulcus cruris) auf der Basis eines länger bestehenden und unkontrollierten Bluthochdruckes (Arterielle Hypertonie) mit Arteriolosklerose, die zu einem Hautinfarkt führt.
Andere Synonyme sind: Beinulkus ischämisches;  Infarktulkus; ischämisches Beinulkus; Martorell Syndrom; Martorell-Ulkus; Ulcus hypertonicum; Ulkus Martorell
Die Bezeichnung bezieht sich auf den Autoren der Erstbeschreibung aus dem Jahre 1945 durch den spanischen Kardiologen Fernandes Martorell (1906–1984).

## Vorkommen
Zwischen 5 und 15 % aller Unterschenkelgeschwüre sind Martorells Ulcera, die aber nur bei Patienten mit einem lang bestehenden und schlecht kontrollierten Bluthochdruck auftreten. Die Mehrheit der Patienten sind Frauen. Das mittlere Alter liegt um 70 Jahre.

## Ursache
Alle Betroffenen haben eine länger bestehende und schlecht kontrollierte arterielle Hypertonie. Dem Ulcus liegt eine ischämische subkutane Arteriolosklerose zugrunde.

## Klinische Erscheinungen
Klinische Kriterien sind:
- meist plötzliches Auftreten mit rascher Zunahme und unerträglichen Schmerzen, in der Hälfte beidseits,
- Die Geschwüre treten typischerweise am Unterschenkel über der Achillessehne oder außenseitig im mittleren Drittel des Unterschenkels, also über dem Wadenbein auf und sind sehr schmerzhaft.
- entzündlich-bläulich verfärbter Wundrand
- Tendenz zur Größenzunahme
- fast immer lange bestehender, therapiepflichtiger und unzureichend behandelter arterieller Hypertonus

Oft liegen auch Diabetes mellitus und Periphere arterielle Verschlusskrankheit vor.

## Diagnose
Die Diagnose ergibt sich aus der Kombination klinischer Befunde.
Die Erkrankung ähnelt in der feingeweblichen Untersuchung der Calciphylaxie.

## Differenzialdiagnose
Abzugrenzen sind das Pyoderma gangraenosum, eine Nekrotisierende Kutane Vaskulitis sowie andere Ursachen schmerzhafter Unterschenkelulzera.

## Therapie
Die Behandlung besteht in der Nekroseabtragung und Hauttransplantation.